# Donovant Arriola
Donovant Arriola Grant Jr., conosciuto semplicemente come Donovant Arriola, (Los Angeles, 16 gennaio 1991), è un lunghista filippino.

## Biografia
Nasce a Los Angeles il 16 gennaio 1991, figlio di un afroamericano, Donovant T. Grant, e di una filippina, Maria Zita Arriola.
Il 12 giugno 2015, ai Giochi del Sud-est asiatico conquista la medaglia di bronzo nel salto in lungo con una distanza di 7,51 m, dietro al thailandese Supanara Sukhasvasti (7.75) e al vietnamita Pham Van Lam (7.52).

## Palmarès
| Anno | Manifestazione              | Sede      | Evento         | Risultato | Prestazione | Note |
| ---- | --------------------------- | --------- | -------------- | --------- | ----------- | ---- |
| 2015 | Giochi del Sud-est asiatico | Singapore | Salto in lungo | Bronzo    | 7,51 m      |      |